# Абразия (медицина)
Абразия (от лат. abrasio — соскабливание) — операция выскабливания слизистой оболочки матки для удаления патологических образований при некоторых её заболеваниях (например, при нарушениях менструального цикла), а также плодного яйца и его оболочек с целью прекращения беременности (так называемый искусственный аборт) или при выкидыше.

## Аборт с применением абразии
Аборт с применением абразии называется «дилатация и кюретаж» или «острый кюретаж», часто также «выскабливание». Эта операция проводится на сроке 6—12 недель, по медицинским показаниям или в случаях беременности в результате изнасилования также на более поздних сроках. Операция проводится только в условиях стационара.